# Frommer M1910
Frommer M1910 — венгерский самозарядный пистолет, разработанный Рудольфом Фроммером. Первый пистолет, разработанный в Венгрии.

## История
В 1901 году Рудольфу Фроммеру был выдан патент на конструкцию его первого пистолета Frommer M1901. Пистолет был сконструирован под патрон 8 мм Рот. Отличительной чертой пистолета стал его оригинальный внешний вид: длинный и тонкий ствол помещался внутри комбинированной рамки со ствольной коробкой, а удлинённый кожух, являющийся частью последней, направлял ход ствола во время отдачи. Дульная часть ствола выступала спереди из-под кожуха примерно на дюйм. Десятизарядный магазин обойменного заряжания располагался в рукоятке и снаряжался сверху через открытый затвор.
В 1903 году была изготовлена опытная партия пистолетов. Оружие проходило испытания в армии, однако у австрийских военных интереса не вызвало. В том же году пистолет M1901 участвовал в конкурсе, который организовали вооружённые силы Швеции. Пистолет Фроммера превосходил своих конкурентов по многим параметрам, но из-за неотъемного магазина проиграл. Конкурс выиграл пистолет конструкции Браунинга М1903. Всего заводом FEG было выпущено не более 200 единиц М1901.
В 1906 году Фроммером был представлен доработанный образец — М1906. Изменения в первую очередь коснулись упрощения конструкции и повышения надёжности. Автоматика M1906 осталась прежней и функционировала за счёт отдачи ствола с длинным его ходом, однако в отличие от оригинального образца, вместо 8-мм патрона использовался 7,65-мм патрон Фроммера. Магазин на ранних образцах был неотъёмным десятизарядным, но вскоре он был заменён восьмизарядным коробчатым сменным магазином, вставлявшимся в рукоятку снизу. По своей конструкции он напоминал магазин германского пистолета Люгера с большими деревянными «кнопками» для пальцев в донной части и ребром жёсткости на боковой поверхности.
М1906, в отличие от предшественника, был принят на вооружение венгерской жандармерией. Всего было выпущено около 1000 экземпляров.
Модель М1910 стала последним «потомком» модели 1901 года. От М1906 её отличали новый рамочный предохранитель, расположенный сзади на рукоятке и увеличенная длина при незначительном снижении веса. Автоматика изменений не претерпела. Количество произведённых пистолетов M1910 трудно оценить. Серийные номера известных копий варьируются от 7000 до 10 000, поэтому, вероятно, было изготовлено не более 3000 таких пистолетов.
Производство М1910 было прекращено на рубеже 1910 и 1911 гг. из-за того, что завод FEG сфокусировался на производстве пистолетов Roth-Steyr M1907 для австро-венгерской кавалерии.

## Устройство
Автоматика пистолетов всех трёх типов была одинаковой: имелось две возвратные пружины, из которых одна находилась на стволе, вторая — на затворе. Во время выстрела, ствол и затвор совместно смещаются назад и расцепляются при достижении крайнего заднего положения. Затвор на время задерживается, сжимая свою возвратную пружину, в то же время ствол под действием своей возвратной пружины движется вперёд, осуществляя при этом извлечение пустой гильзы из патронника. После перехода ствола в крайнее переднее положение затвор под действием своей возвратной пружины движется вперёд, извлекает из магазина патрон и досылает его в патронник, а его личинка, поворачиваясь, запирает канал ствола.
УСМ одинарного действия, курковый с открытым курком.